# (42301) 2001 UR163
(42301) 2001 UR163 – planetoida, obiekt transneptunowy, krążący wokół Słońca w rezonansie orbitalnym 4:9 z Neptunem. Został odkryty 21 października 2001 roku w programie Deep Ecliptic Survey. Asteroida ta nie ma jeszcze nazwy własnej, a jedynie oznaczenie prowizoryczne i stały numer.